# Introducing Joss Stone
Introducing Joss Stone – trzeci album studyjny angielskiej wokalistki soulowej Joss Stone wydany nakładem Relentless Records. Pomimo mniejszego sukcesu komercyjnego albumu w rodzinnej Brytanii, album w pierwszym tygodniu rozszedł się w nakładzie 118,000.

## Lista utworów
1. "Change (Vinnie Jones Intro)" (Glenn Standridge, Tarsha Proctor-Standridge) – 0:35
2. "Girl They Won't Believe It" (Joss Stone, Raphael Saadiq) – 3:15
3. "Headturner" (Stone, Billy Mann, Otis Redding) – 3:16
4. "Tell Me 'bout It" (Stone, Saadiq, Robert Ozuna) – 2:48
5. "Tell Me What We're Gonna Do Now" (featuring Common) (Stone, Alonzo "Novel" Stevenson, Tony Reyes, Lonnie Lynn) – 4:22
6. "Put Your Hands on Me" (Stone, Saadiq) – 2:58
7. "Music" (featuring Lauryn Hill) (Stone, Stevenson, Reyes, Lauryn Hill, Wyclef Jean, Samuel Michel) – 3:41
8. "Arms of My Baby" (Stone, Danny P, Jonathan Shorten) – 2:52
9. "Bad Habit" (Stone, P, Shorten) – 3:48
10. "Proper Nice" (Stone, Saadiq, Ozuna, Chalmers "Spanky" Alford, Vincent Corea, Jeanne Roberts) – 3:24
11. "Bruised but Not Broken" (Diane Warren) – 4:15
12. "Baby Baby Baby" (Stone, P, Shorten) – 4:34
13. "What Were We Thinking" (Stone, Saadiq) – 4:24
14. "Music Outro" (Stone, Saadiq) – 3:48

### Edycja iTunes
1. "Nothing Better Than" – 3:52
2. Cyfrowa książeczka - Introducing Joss Stone

### Japońska edycja
1. "Big Ol' Game" – 4:29
2. "My God" (Stone, Saadiq) – 3:50
3. "Tell Me 'bout It" (Video)

### DVD dołączone do edycji Deluxe
1. In the Studio
2. Common
3. Strings
4. Choosing Songs
5. On the Set - "Tell Me 'bout It"
6. Tour Rehearsal
7. "Tell Me 'bout It" (Video)

### Bonusowy dysk w specjalnej edycji
1. "L-O-V-E"
2. "Gimme Shelter" (Angélique Kidjo featuring Joss Stone)
3. "Big Ol' Game"
4. "My God"
5. "Music" (Live from the Bowery Ballroom)
6. "Super Duper Love" (Live from the Bowery Ballroom)
7. "Tell Me 'bout It" (Live from the Bowery Ballroom)
8. "What Were We Thinking" (Live from the Bowery Ballroom)
9. "Tell Me 'bout It" (A Yam Who? Club Rework)

## Twórcy

### Muzycy
- Joss Stone – główny wokal
- Jawara Adams – trąbka (utwory 8, 12)
- Chalmers "Spanky" Alford – gitara (utwory 2–4, 5, 7–13)
- Anthony Coleman – trąbka (utwór 3)
- Lois Colin – harfa (utwór 10)
- Common – wokal (utwór 5)
- Joi Gilliam – chórkis (utwory 2–4, 9, 11)
- Charlie Happiness – klawesyn (utwór 5)
- Lauryn Hill – wokal (utwór 7)
- Lionel Holoman – keyboard (utwory 9, 10); organy (utwory 2, 3, 5, 7, 13, 14); Fender Rhodes (utwory 8, 11); Wurlitzer (utwór 12)
- Keisha Jackson – chórki (utwory 2–4, 9, 11)
- Priscilla Jones Campbell – chórki (utwory 8, 12)
- Vinnie Jones – mowa (utwór 1)
- Mix Master Mike – Turntablizm (utwory 6, 12)
- Robert Ozuna – dodatkowa perkusja (utwory 2, 5, 6, 11); perkusja (utwory 3, 4, 9, 10, 13); instrumenty perkusyjne (utwory 2, 3, 5, 7, 9–12, 14); sitar (utwór 2); Turntablizm (utwory 4–7)
- Khari Parker – dodatkowa perkusja (utwory 3, 4, 9, 10); perkusja (utwory 2, 5–8, 11–14); instrumenty perkusyjne (utwór 2)
- Jermaine Paul – chórki (utwory 2–4, 9, 11)
- Tino Richardson – saksofon (utwory 8, 12)
- Raphael Saadiq – chórki (utwory 2, 10, 12, 13); gitara basowa (utwory 2–14); gitara (utwory 2–4, 6, 9, 10, 12, 13); keyboard (utwór 6); pianino (utwory 7, 14)
- Neil Symonette – instrumenty perkusyjne (utwory 4, 8)
- Kenneth "Scooter" Whalum III – saksofon barytonowy (utwór 6); saksofon tenorowy (utwór 3)
- James Zellar – puzon

#### The Benjamin Wright Orchestra
- Richard Adkins – skrzypce
- Sanford Allen – skrzypce
- Miguel Atwood-Ferguson – altówka
- Peggy Baldwin – wiolonczela
- Stephen Baxter – róg
- Duane Benjamin – róg
- Sandra Billingslea – skrzypce
- Charlie Bisharat – skrzypce
- Ida Bodin – bas
- Joseph Bongiorno – bas
- Kevin Brandon – bas
- Richard Brice – altówka
- Ron Brown – róg
- Mark Cargill – skrzypce
- Susan Chatman – skrzypce
- Robert Chausow – skrzypce
- Giovanna Clayton – wiolonczela
- Jeffrey Clayton – róg
- Anthony Coleman – róg
- Salvator Cracciolo – róg
- Cenovia Cummins – skrzypce
- Yvette Devereaux – skrzypce
- Gayle Dixon – skrzypce
- Barry Finclair – skrzypce
- Ernest Ehrhardt, Jr. – wiolonczela
- Eileen Folson – wiolonczela
- James Ford III – róg
- Matthew Frank – róg
- Erik Friedlander – wiolonczela
- Pamela Gates – skrzypce
- Lionel Holoman – róg
- Stanley Hunte – skrzypce
- Christopher Jenkins – altówka
- Ronald Lipscomb – wiolonczela
- Leon Maleson – bas
- Miguel Martinez – wiolonczela
- Marisa McLeod – skrzypce
- Lori Miller – skrzypce
- Jorge Moraga – altówka
- Patrick Morgan – altówka
- Cameron Patrick – skrzypce
- Kathleen Robertson – skrzypce
- Robin Ross – altówka
- Lesa Terry – skrzypce
- Alexander Vselensky – skrzypce
- Kenneth "Scooter" Whalum III – róg
- Orlando Wells – altówka
- Lisa Whitfield – altówka
- Belinda Whitney – skrzypce
- Benjamin Wright – dyrygent
- James Zellar – róg
- Frederick Zlotkin – wiolonczela

### Produkcja
- Joss Stone – producent, A&R
- Isaiah Abolin – pomocniczy dźwiękowiec (utwór 3)
- Chris Anokute – A&R
- Mike Boden – pomocniczy dźwiękowiec (utwory 6, 12)
- Oswald Bowe – pomocniczy dźwiękowiec (utwory 2–5, 7–14)
- Brian Bowen Smith – zdjęcia
- Chuck Brungardt – dźwiękowiec, mixing; Pro Tools (utwór 3)
- Jonathan "Meres" Cohen – bodypainting, graffiti
- Tom Coyne – mastering
- Reggie Dozier – dźwiękowiec instrumentów smyczkowych (utwory 2–5, 7–14) i dętych (utwory 4, 5, 7, 14)
- David Gorman – design
- Steve Greenwell – dodatkowy dźwiękowiec (utwory 2, 3, 5, 8–11, 13); dźwiękowiec wokalny (utwory 7, 12)
- Justin Kessler – Pro Tools (utwory 9–13)
- Dave Larring – dodatkowy dźwiękowiec (utwór 7)
- Joshua Lutz – mural
- Jeremy Mackenzie – Pro Tools (utwory 2, 4, 5, 7, 8, 14)
- Marlon Marcel – pomocniczy dźwiękowiec (utwory 1, 2, 4, 5, 7, 8, 14)
- Kate McGregor – koordynator artystyczny
- Dror Mohar – pomocniczy dźwiękowiec (utwory 3, 6, 14)
- Sean Mosher-Smith – dyrektor artystyczny
- Raphael Saadiq – producent; linie instrumentów dętych (utwory 3, 4, 8, 12)
- Bob Scott – zdjęcia
- Ian Shea – pomocniczy dźwiękowiec (utwory 2, 8, 9, 11–13)
- Luke Smith – pomocniczy dźwiękowiec (utwory 9–13)
- Scott Somerville – pomocniczy dźwiękowiec (utwory 3, 6, 12)
- Glenn Standridge – dźwiękowiec, mixing, koordynator produkcji
- Charlie Stavish – pomocniczy dźwiękowiec (utwory 4, 5, 7, 10, 12)
- James Tanksley – pomocniczy dźwiękowiec (utwory 2, 4, 5, 7, 8, 14)
- John Tanksley – pomocniczy dźwiękowiec (utwory 2, 4, 5, 7, 8, 14)
- Amy Touma – A&R
- Seamus Tyson – pomocniczy dźwiękowiec (utwór 3)
- Benjamin Wright – linie instrumentów smyczkowych (utwory 2–5, 7–14) i dętych (utwór 14)

## Single
- Tell Me 'bout It wyd. 5 marca 2007
- Tell Me What We're Gonna Do Now wyd. 23 lipca 2007
- Baby Baby Baby wyd. 14 stycznia 2008